# Bendis duplicans
Bendis duplicans là một loài bướm đêm trong họ Noctuidae.